# Arbeitsgericht Goslar
Das Arbeitsgericht Goslar war ein preußisches Arbeitsgericht mit Sitz in Goslar. 

## Geschichte
Gemäß Arbeitsgerichtsgesetz vom 23. Dezember 1926 wurden in Deutschland Arbeitsgerichte gebildet. Diese waren nur in der ersten Instanz organisatorisch selbstständige Gerichte, die Landesarbeitsgerichte waren den Landgerichten zugeordnet. Am Landgericht Hannover entstand so 1927 das Landesarbeitsgericht Hannover als eines von drei Landesarbeitsgerichten im Bezirk des Oberlandesgerichtes Celle. In Goslar entstand das Arbeitsgericht Goslar. Sein Sprengel umfasste die Bezirke der Amtsgerichte Goslar, Liebenburg und Clausthal-Zellerfeld mit Ausnahme der Stadtgemeinden Bad Grund und Sankt Andreasberg und der Landgemeinde Riefensbeek-Kamschlacken sowie verschiedener forstlicher Gutsbezirke. Es bestand jeweils eine Kammer für Arbeiter, für Angestellte und für Handwerk.
Nach der Besetzung Deutschlands durch die Alliierten wurden 1945 zunächst alle Gerichte geschlossen. Die ordentlichen Gerichte wurden schon bald wieder eröffnet, während die Arbeitsgerichte zunächst nicht wieder eingerichtet wurden, so dass arbeitsgerichtliche Streitigkeiten von den ordentlichen Gerichten erledigt werden mussten. Gemäß Kontrollratsgesetz 21 vom 30. März 1946 sollten in Deutschland Arbeitsgerichte aufgebaut werden. Das Arbeitsgericht Goslar entstand nicht neu.